# Mesa Top Sites
Pour les articles homonymes, voir Mesa.
Les Mesa Top Sites – également appelés Three Villages Site – sont un ensemble de sites archéologiques du comté de Montezuma, dans le Colorado, aux États-Unis. Protégés au sein du parc national de Mesa Verde, ils sont desservis par la Mesa Top Loop Road.